# Пелатка
Пелатка (рум. Pălatca) — село у повіті Клуж у Румунії. Входить до складу комуни Пелатка.
Село розташоване на відстані 313 км на північний захід від Бухареста, 30 км на схід від Клуж-Напоки.

## Населення
За даними перепису населення 2002 року у селі проживали 820 осіб.
Національний склад населення села:
| Національність | Кількість осіб | Відсоток |
| -------------- | -------------- | -------- |
| румуни         | 460            | 56,1%    |
| угорці         | 308            | 37,6%    |
| цигани         | 51             | 6,2%     |

Рідною мовою назвали:
| Мова      | Кількість осіб | Відсоток |
| --------- | -------------- | -------- |
| румунська | 501            | 61,1%    |
| угорська  | 308            | 37,6%    |
| циганська | 11             | 1,3%     |